# 福伊尔河

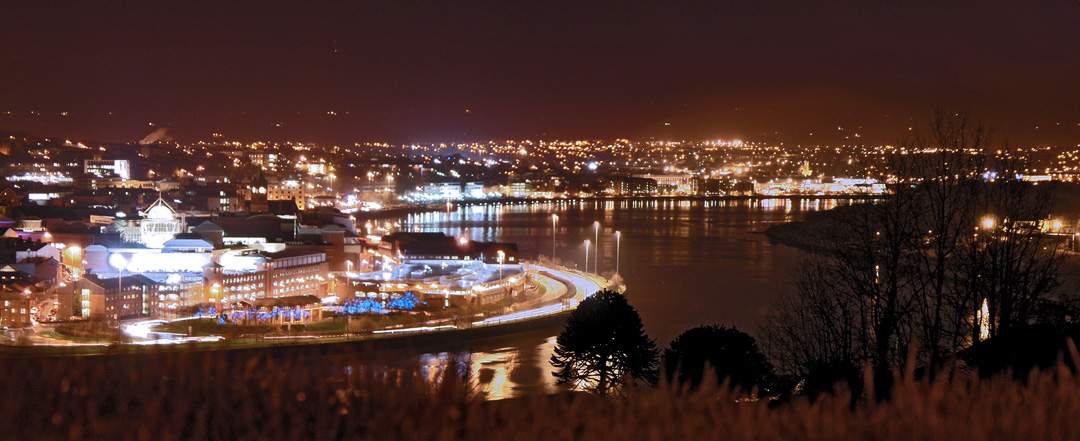
德里的福伊尔河河畔

福伊尔河（River Foyle；愛爾蘭語：An Feabhal）是北爱尔兰西北部的一条河流，在斯特拉班由2个源头合流而成，在德里市汇入福伊爾潟湖，最后汇入大西洋，全長129 km（80 mi）。福伊尔河也是欧洲流速最快的河流之一。